# Kraniofaryngiom
Kraniofaryngiom är en benign tumör som växer extracerebralt och utgår från området kring sella turcica. Den kan dock med utskott växa in i hjärnvävnaden. Oftast är det barn och tonåringar som drabbas, detta eftersom kraniofaryngiom i grunden är en kongenital missbildningstumör.
Denna typ av tumör växer sig ofta stor innan den diagnostiseras. Man känner idag inte till hur pass elakaratade dessa är och hur snabbt eller hur stor risken för att de sprider sig i kroppen är. Möjliga symptom på kraniofaryngiom inkluderar bland annat ett tryck mot hypofysen, vilket beror på ett ökat tryck inuti hjärnan. Övervikt, nedsatt syn och svullen optisk nerv är andra symptom på kraniofaryngiom.